# Geburtshaus von Karel Havlíček Borovský
Das Geburtshaus von Karel Havlíček Borovský (tschechisch Památník Karla Havlíčka Borovského) ist ein Museum in Havlíčkova Borová (deutsch Borau), das der Erinnerung an den tschechischen Dichter, Prosaisten, Literaturkritiker, Übersetzer, Politiker und Journalisten Karel Havlíček Borovský gewidmet ist. Es wurde 1931 gegründet und ist seit 1978 ein Nationales Kulturdenkmal.

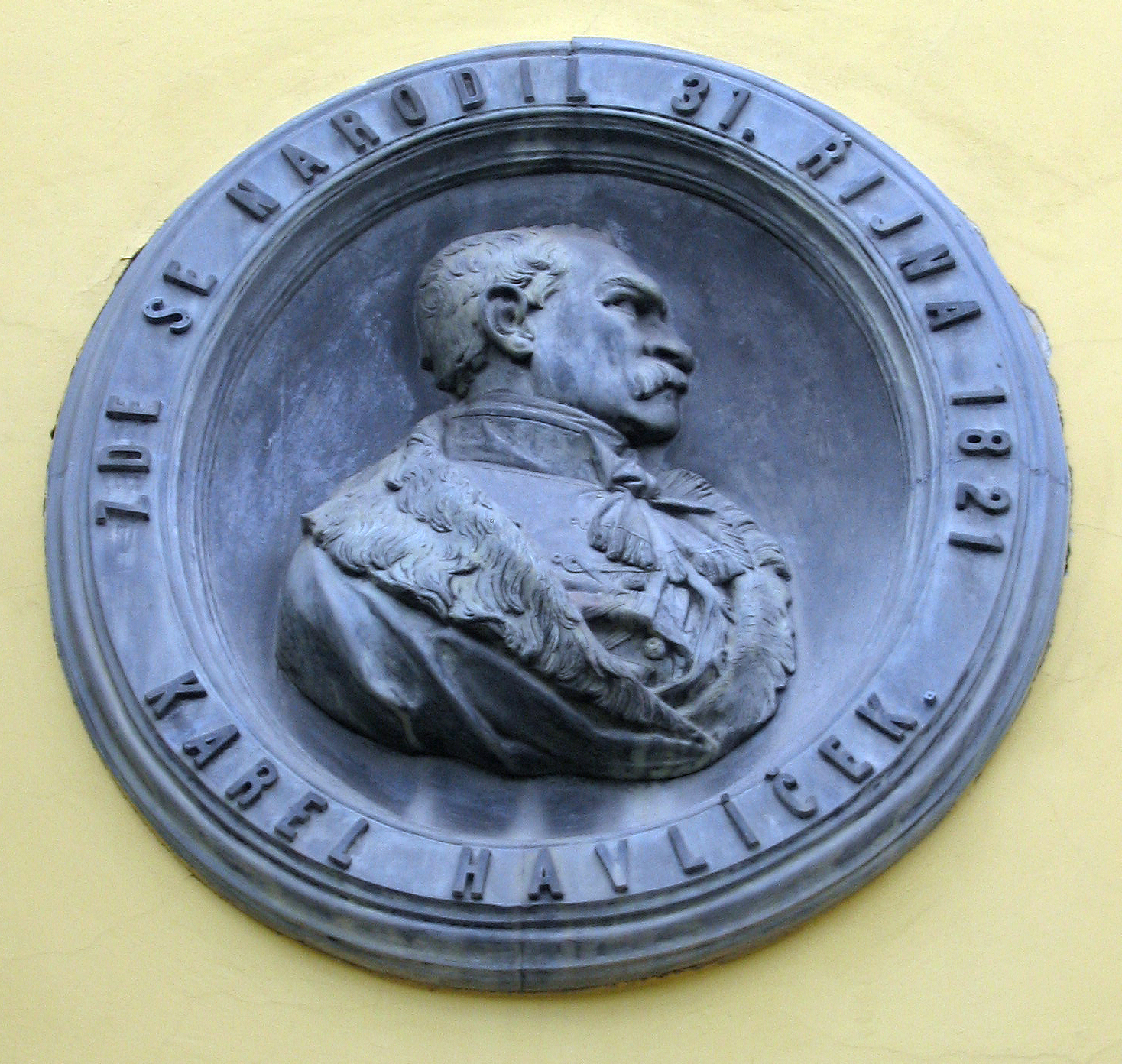
Relief von Karel Havlíček Borovský an der Fassade

## Geschichte
Das Haus wurde im Jahr 1818 von Matěj Borovský erbaut. 1821 kam in dem Haus sein Sohn Karel Havlíček Borovský zur Welt, der hier seine ersten Lebensjahre verbrachte und im Ort die Grundschule besuchte.
Als 1862 in der Gemeinde erstmals Feierlichkeiten zu Ehren Karel Havlíček Borovskýs stattfanden, wurde am Gebäude im unteren Giebelfeld das Rundrelief mit der Seitenansicht von Borovský angebracht.
Das Museum wurde 1931 eröffnet. 1978 wurde es zum Nationalen Kulturdenkmal erklärt.
Die erstmalige Schließung während der Wintersaison 2011 führte zu Protesten, da das Museum auch während der Zeit des Kommunismus ständig geöffnet geblieben war.

## Bestände
- Die Gedenkstätte im Geburtshaus dokumentiert das Leben und Werk von Borovský.
- Eine weitere Dauerausstellung ist dem Bildhauer Ladislav Šaloun (1870–1946) gewidmet. Im Besitz des Museums ist auch eine von Šaloun angefertigte Büste aus weißem Carrara-Marmor, die Borovský darstellt.
- Eine dritte ständige Schau gedenkt eines aus der Gemeinde Havlíčkova Borová stammenden Bürgers. Josef Stránský (10. Dezember 1914, Havlíčkova Borová – 21. Juni 1944, Normandie, Frankreich) besuchte im Ort acht Jahre der Grundschule, absolvierte später die Militärakademie in Hranice (Mährisch Weißkirchen) und war 1938 als Leutnant der tschechoslowakischen Luftstreitkräfte in Brno (Brünn) stationiert, als es zum Einmarsch deutscher Truppen kam. Über Polen und Frankreich gelangte er 1940 nach England, wo er ab 1941 als Kampfpilot in der 311. Bomberstaffel der Tschechoslowakischen Exilarmee diente und zahlreiche Einsätze gegen Ziele in Deutschland und U-Boote im Ärmelkanal flog. Bei der Vorbereitung zur geplanten Invasion der West-Alliierten kehrten er und sein Navigator František Boud vom Flug NT 122 am 21. Juli 1944 über der französischen Westküste nicht zurück.[3]